# شکرگنج
شکرگنج (انگلیسی: Shakarganj) شرکت صنایع غذایی پاکستانی است، که در سال ۱۹۶۷ تأسیس شد.